# Сифонофори
Сифонофори — колоніальні, практично виключно пелагіальні гідроїди підкласу Лептоліни. Кожна колонія складається з видозмінених поліпів та медуз, котрі глибоко спеціалізовані морфологічно та функціонально. Взаємна інтеграція та спеціалізація при цьому досягає такої глибини, що колонія набуває рис єдиного організму.
Медузи тільки випадково можуть відокремлюватись від колонії, зазвичай вони весь час свого життя перебувають прикріпленими до неї; окремі медузоїди (морфологічно спеціалізовані медузи) не мають радіальної симетрії: вони часто є двосторонньо-симетричними, або взагалі асиметричними, з викривленими радіальними каналами.

Загальна схема будови колонії сифонофор. © Peter Schuchert.

Скелет у представників ряду відсутній у будь-яких формах. Розміри інтегрованих медузоїдно-поліпоїдних колоній можуть коливатись від 2 міліметрів до 10 метрів (зазвичай — 5—20 міліметрів). Кнідом може включати десмонеми та стенотелі.
Наведена схема зображує узагальнений план будови колонії сифонофор. Всі сифонофори можуть бути представлені (і, імовірно, це відповідає їхній еволюційній історії) як великий одиночний поліп «догори ногами», тобто ротовим (оральним) полюсом донизу, а протилежним (аборальним) — догори; на аборальному полюсі у багатьох видів розвивається наповнений повітрям міхур (пневматофор), що виконує роль поплавця. Цей великий поліп формує вісь, або стовбур, колонії.
Під пневматофором перебуває ділянка, де розвиваються куполи медузоїдів, або нектофори. Завдяки пульсації нектофорів вся колонія здатна до самостійного руху. Зазвичай кожна колонія має кілька нектофорів, сукупність яких називається нектосомою. Анатомічна будова нектосоми є важливою ознакою, що використовується при визначенні систематичного положення видів ряду Сифонофори.
Під нектосомою розташований регіон бруньок, з яких розвиваються всі елементи, що лежать нижче. Частина колонії, розташована під нектосомою, називається сифосома, і складається з повторюваних структурних елементів, що називаються кормідіумами.
Наверху кожного кормідіума знаходиться одна чи кілька криючих лопастей - модифікованих медуз, що виконують роль захисного щитка. Іншим елементом кормідіума є пальпони (дактілозооїди). Ці поліпоподібні (або манубріумоподібні) зооїди з ниткоподібними жалячими щупальцями також виконують захисну роль. Розташовані тут же гастрозооїди спеціалізовані на харчуванні; їм звичайно притаманна наявність одного довгого щупальця з відгалуженнями особливої форми, які називаються тентілами. Ці харчові щупальці можуть бути надзвичайно довгими — скажімо, у португальського кораблика (Physalia physalis) їх довжина може досягати кількох метрів. Оскільки в колонії багато гастрозооїдів, їх численні щупальця з потужними нематоцистами охоплюють значний об'єм води, ефективно виловлюючи здобич.
Репродуктивна функція в колонії виконується медузоїдними гонофорами, що відходять від розгалуженої структури, яка називається гонодендрум. Гонади (статеві залози) розвиваються на їхніх манубріумах. Ці медузоїди сифонофор, на відміну від інших рядів гідроїдних, ніколи не вивільняються і не переходять до самостійного існування. Тим не менше, цілий кінцевий кормідіум може відриватись від колонії, за рахунок чого досягається ширше розповсюдження репродуктивних елементів.
Попри те, що явище біолюмінесценції широко розповсюджене серед морських водних організмів, сифонофори роду Erenna) стали другим виявленим прикладом (і першим серед безхребетних) тварин, що світяться червоним світлом, а не зеленим чи блакитним, як інші біолюмінісцентні організми.
У ряді сифонофор налічують близько 200 видів, що розподілені між трьома підрядами: Physonectae (8 родин), Calycophorae (6 родин), та Cystonectae (2 родини).
Попри формування високоспеціалізованих колоній, сифонофори досить близько споріднені з рядом антомедуз (зокрема, їх об'єднують такі риси, як розвиток гонад на манубріумі та наявність десмонем у кнідомі).